# 洛阳经济技术开发区
洛阳经济技术开发区又名洛阳伊滨产业集聚区，洛阳经济技术开发区成立于1992年，1994年3月由河南省人民政府批准升级为省级开发区，2010年10月升级为国家级开发区，2017年2月开发区与伊滨区融合发展，统称伊滨经开区。 经开区位于洛阳市南部，是洛阳新区的核心区域。

## 简介
2007年，伊洛工业园区成立。2008年园区获河南省政府批准成为全省首批产业集聚区之一。2009年园区相继代管五镇（五镇由偃师市划给洛龙区，并由洛阳市政府委托工业园区代管）。2011年5月园区更名为伊滨区。
经开区总面积280平方公里，是洛阳9个城市区中面积最大的，管辖诸葛、李村、庞村、寇店、佃庄5个镇，共106个行政村（社区），总人口32万。

## 产业
有150余家规模以上工业企业。引进惠普等5家世界500强企业，中信重工、中兴、凯盛等8家中国500强企业。
初步形成“232”产业体系框架：
- 两大主导产业：高端装备制造、高端服务
- 三大新兴产业：电子信息、机器人及智能装备、文化旅游
- 两大特色产业：钢制家具、通用航空

## 教育园区
拥有洛阳师范学院、河南枫叶国际学校、洛阳市商务高等职业教育学院、洛阳绿业信息中等专业学校、洛阳华洋国际学校、洛阳铁路信息工程学校等院校，共计5万余师生。